# Burnout autistique
Pour les articles homonymes, voir Burnout.
Le burnout autistique est une forme de burnout particulière aux personnes avec des troubles du spectre de l'autisme, impliquant un épuisement chronique doublé d'une perte de fonctions et d'une tolérance réduite aux stimuli. Il survient notamment en raison des efforts demandés aux personnes autistes pour s'adapter à un environnement conçu selon des normes neurotypiques. Longtemps décrit uniquement par des personnes elles-mêmes autistes, la première description clinique du burnout autistique dans la littérature scientifique est publiée en avril 2020.

## Description
D'après la description princeps de Raymaker et al., le burnout autistique se distingue du syndrome d'épuisement professionnel classique et du syndrome de fatigue chronique par une série de caractéristiques : fatigue importante, perte de capacités, et tolérance réduite aux stimuli : 

« Le burnout autistique est un syndrome conceptualisé comme résultant du stress chronique de la vie et d'une inadéquation des attentes et des capacités sans soutien adéquat. Il se caractérise par un épuisement généralisé à long terme (généralement 3 mois et plus), une perte de fonction et une tolérance réduite aux stimuli. »

Les personnes autistes interrogées déclarent que ce burnout résulte de l'effort d'adaptation fourni pour s'adapter au monde neurotypique ; aussi, le burnout autistique disparaît si la personne se soustrait aux sources de stress. D'après Gill Barton, le burnout autistique est fréquemment confondu avec la « régression » dans l'autisme.

## Histoire
La première description du burnout autistique dans la littérature médicale, en 2020, s'appuie sur un corpus de 19 ressources web et de 19 interviews.
Il avait été décrit antérieurement par des personnes elles-mêmes autistes, par exemple dans des témoignages, articles de presse, sur des sites web d'associations, et dans des guides d'auto-soutien, expliquant que les personnes autistes expérimentant ce burnout sont fréquemment diagnostiquées avec une dépression, des attaques de panique, un trouble des conduites ou un trouble bipolaire. D'après le sociologue Steven K. Kapp, en 2006 puis en 2018, l'association AASPIRE a obtenu des fonds de recherches sur ce type de burnout.

### Vidéographie
- « Transition to Adulthood – Autistic Burnout and the Costs of Coping and Passing », 4 septembre 2020 (consulté le 6 septembre 2022)